# 早島大祐
早島 大祐（はやしま だいすけ、1971年 - ）は、日本の歴史学者、関西学院大学准教授。専門は日本中世史。

## 来歴
京都府生まれ。京都大学文学部卒業、同大学院文学研究科博士後期課程指導認定退学。2002年「戦国期畿内経済の構造と特質」で京大文学博士。京都大学文学研究科助教、2011年京都女子大文学部准教授、2017年京都女子大学文学部教授。2020年、関西学院大学准教授。

## 著書
- 『首都の経済と室町幕府』吉川弘文館、2006年
- 『室町幕府論』講談社選書メチエ、2010年／講談社学術文庫、2023年
- 『足軽の誕生　室町時代の光と影』朝日新聞社〈朝日選書〉、2012年
- 『足利義満と京都』 吉川弘文館〈人をあるく〉、2016年
- 『徳政令 なぜ借金は返さなければならないのか』講談社現代新書、2018年
- 『明智光秀 牢人医師はなぜ謀反人となったか』NHK出版〈NHK出版新書〉、2019年

## 編纂・共編著
- 『西山地蔵院文書』 思文閣出版〈京都大学史料叢書6〉、2015年
- 『中近世武家菩提寺の研究』 小さ子社、2019年

## 参考
- 講談社選書メチエ『室町幕府論』紀伊国屋書店、著者紹介 2010年